# Disneynature
Disneynature – niezależna marka filmowa, najmłodsza spośród marek należących do wytwórni filmowej Walt Disney Studios, kinowego skrzydła koncernu The Walt Disney Company. Jej powstanie zostało ogłoszone 21 kwietnia 2008.
Disneynature ma zajmować się produkcją pełnometrażowych filmów dokumentalnych o tematyce przyrodniczej, których dystrybucja będzie odbywać się poprzez wyświetlanie w kinach. Z chwilą powstania marki ogłoszono siedem pierwszych projektów, którymi się zajmie. Debiutancka premiera zaplanowana została na 22 kwietnia 2009, zaś przygotowywany na nią obraz nosi roboczy tytuł Ziemia.

## Filmy Disneynature
- The Crimson Wing: Mystery of the Flamingos (2008)
- Ocean przygód 3D (2009)
- Earth (2009)
- Oceany (2010)
- Afrykańskie koty (2011)
- Szympans (2012)
- Disneynature: Wings of Life (2013)
- Niedźwiedzie (2014)
- Królestwo małp (2015)
- Urodzone w Chinach (2016)
- Marsz pingwinów 2: Przygoda na krańcu świata (2017)
- Disneynature: Ghost of the Mountains (2017)
- Rafa delfinów (2018)
- Pingwiny (2019)
- Słonie (2020)
- Niedźwiedzica polarna (2022)
- Tygrys (2024)